# La Cruz de Chaca
La Cruz de Chaca är en ort i Mexiko.   Den ligger i kommunen Hueytlalpan och delstaten Puebla, i den sydöstra delen av landet, 160 km öster om huvudstaden Mexico City. La Cruz de Chaca ligger 896 meter över havet och antalet invånare är 405.
Terrängen runt La Cruz de Chaca är kuperad åt nordost, men åt sydväst är den bergig. Runt La Cruz de Chaca är det ganska tätbefolkat, med 129 invånare per kvadratkilometer. Närmaste större samhälle är Hueytlalpan, 2,3 km öster om La Cruz de Chaca. I omgivningarna runt La Cruz de Chaca växer huvudsakligen savannskog.